# Aeroportul Pangnirtung
Aeroportul Pangnirtung (IATA: YXP, ICAO: CYXP) este un aeroport din Pangnirtung⁠(d), Nunavut, Canada.
Situat la o altitudine de 24 m, aeroportul dispune de o singură pistă.